# سهره دارکوبی
سهره دارکوبی یا فنچ دارکوبی (نام علمی:Camarhynchus pallidus؛ به انگلیسی: Woodpecker Finch) گونه‌ای از پرندگان در گروه سهره‌های داروین در راسته گنجشک‌سانان و تیره Thraupidae است. فنچ دارکوبی در جزیره‌های گالاپاگوس از سطح دریا تا ارتفاعات بالا فراوان است. این پرنده توانایی استفاده از ابزار دارد و به دلیل استفاده از تکه‌های چوب، شاخه‌های کوچک یا خارهای کاکتوس به عنوان ابزاری برای شکار کردن مشهور است.
این ابزار برای جبران کوتاهی زبان پرنده استفاده می‌شود. سهره ابزار را ماهرانه برای بیرون آوردن شکار خود (بی‌مهرگانی مانند لارو) از درختان استفاده می‌کند.
یک ابزار می‌تواند چندین بار و در درختان مختلف استفاده شود. دانشمندان مشاهده کرده‌اند که سهره دارکوبی ممکن است چوبی را برای کنترل بیشتر کوتاه کند یا خم کند. همچنین ممکن است چوب‌ها یا شاخه‌های گوناگونی را در یک محل امتحان کنند تا آن را که مناسب گرفتن طعمه در آن محل است پیدا کنند.
در طول فصل خشک، سهره دارکوبی نیمی از زمان جستجوی غذا را صرف استفاده از ابزارشان می‌کنند برای به دست آوردن بیش از ۵۰٪ شکار خود می‌کنند. این به این معنی است که سهم سهره دارکوبی در تهیه غذا با استفاده از ابزار حتی از شمپانزه، از مهم‌ترین و ماهرترین نخستی‌سانان در استفاده از ابزار برای یافتن غذا، نیز بیشتر است. پرنده دیگری با قابلیت تا حدودی مشابه در استفاده از ابزار، کلاغ کالدونیای جدید است.

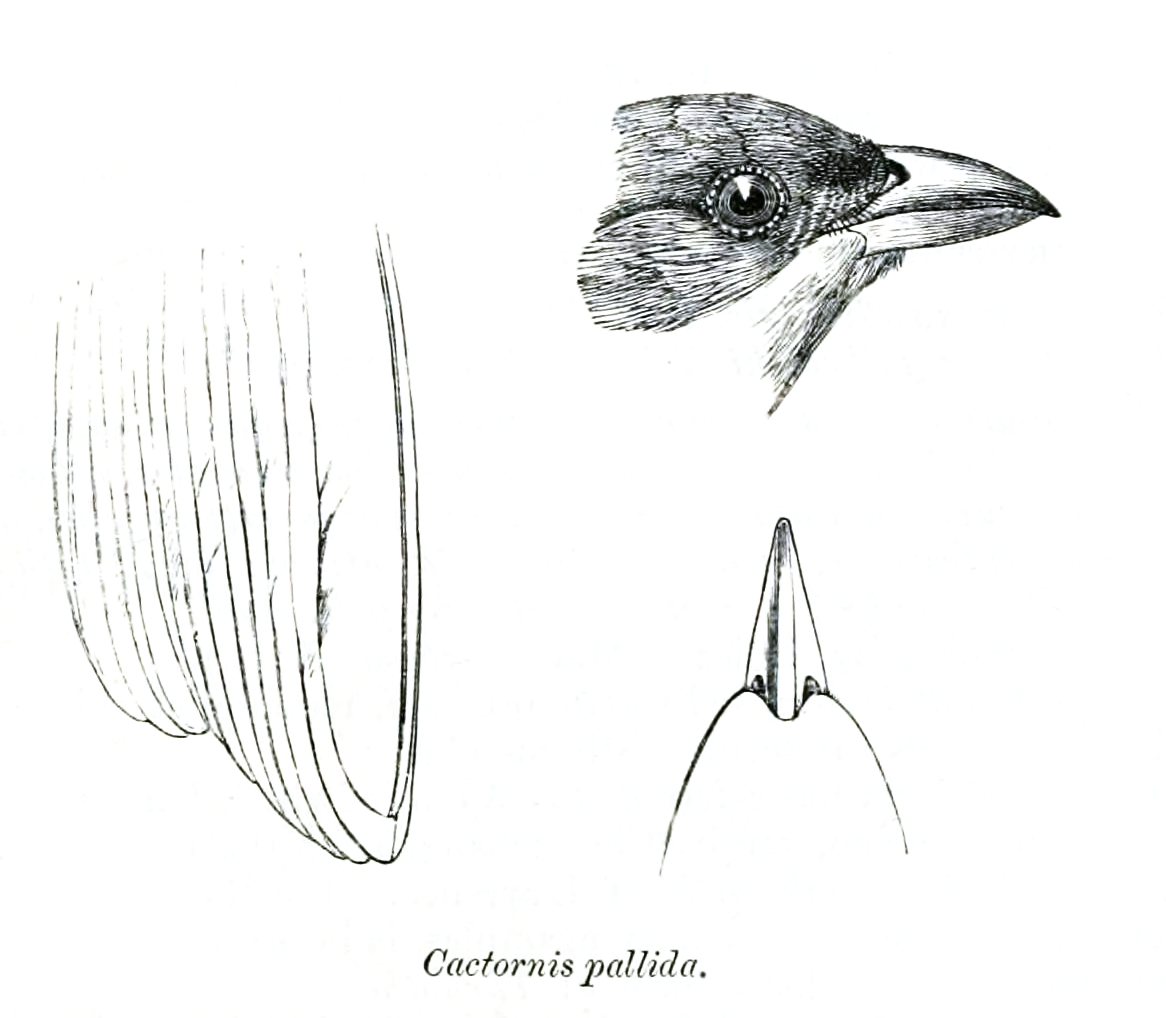
سهره دارکوبی